# Karl Zörgiebel
Karl Friedrich Zörgiebel (Magonza, 30 settembre 1878 – Magonza, 14 marzo 1961) è stato un politico tedesco, capo della polizia di Colonia (1922-1926), di Berlino (1926-1929) e di Dortmund (1930-1933) durante la Repubblica di Weimar e membro del Partito Socialdemocratico.
Zörgiebel è ricordato soprattutto per essere uno dei responsabili della violenta repressione delle manifestazioni di maggio organizzate dal KPD nel 1929 a Berlino.

## Biografia
Zörgiebel nacque nel 1878, figlio di un operaio. Studiò e si diplomò in una scuola di Magonza e poi iniziò un apprendistato come bottaio. Svolse il servizio militare dal luglio 1897 all'aprile 1900, sulla nave da guerra Kaiserin Augusta e poi tornò a lavorare di nuovo come bottaio.

## Carriera
Nel 1901 entrò nel Partito socialdemocratico tedesco (SPD). Nel 1905 divenne presidente della commissione elettorale di Mainz-Oppenheim e tre anni più tardi si trasferì a Colonia. Nell'ottobre 1910 divenne segretario distrettuale dell'SPD nella provincia dell'Alto Reno. Durante la prima guerra mondiale, prestò nuovamente servizio nella marina, dal 1914 al 1917.
Durante la rivoluzione di novembre fu membro del consiglio dei lavoratori e dei soldati di Colonia e del consiglio dei lavoratori e dei soldati della provincia dell'Alto Reno. Successivamente fu anche membro del landtag prussiano fino al 1921. Candidato nel collegio elettorale di Coblenza-Treviri fu eletto al Reichstag nel giugno 1920, e rimase lì fino al maggio 1924.
Nel settembre 1922 divenne capo a tempo provvisorio della polizia di Colonia, poi a tempo pieno. Ricoprì questa carica fino al settembre 1926, quando fu nominato capo della polizia di Berlino. Durante il suo mandato Karl migliorò i servizi del traffico di Berlino, rendendoli più moderni e introducendo i semafori.

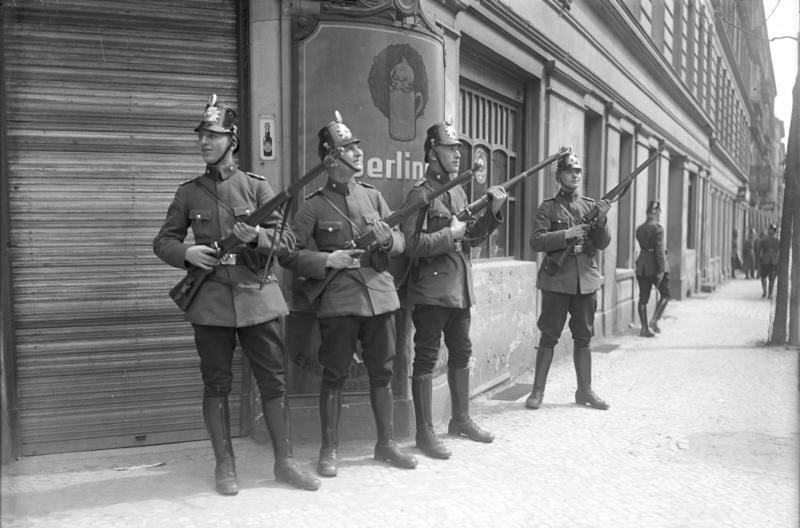
Polizia durante le manifestazioni di maggio.

Zörgiebel si dimostrò scettico nei confronti delle manifestazioni, perché temeva scontri tra i membri del Partito Nazionalsocialista Tedesco dei Lavoratori (NSDAP) e del Partito Comunista di Germania (KPD).
Tuttavia, quando decine di migliaia di persone seguirono l'appello del KPD per una manifestazione di maggio a Berlino, scoppiaronò dei disordini, che sono passati alla storia come "maggio di sangue". Infatti, su istruzioni di Zörgiebel e dell'allora ministro dell'Interno prussiano Albert Grzesinski, la polizia uccise 32 persone nell'ambito di un'azione rigorosa nei confronti dei manifestanti e il 3 maggio successivo la Rotfrontkämpferbund, l'organizzazione rivoluzionaria associata al Partito Comunista venne bandita. Dal 3 al 6 maggio 1929, Zörgiebel impose anche un "divieto di traffico" nei quartieri berlinesi di Wedding e Neukölln.
Questo approccio fu giudicato inappropriato. I comunisti lo definirono un "assassino di operai".
(Carl von Ossietzky)
Nel novembre 1930 gli fu concesso un pensionamento temporaneo.
Dopo la morte del capo della polizia di Dortmund Lübbring nell'autunno del 1931, Zörgiebel fu nominato al suo posto. Fu uno dei pochi funzionari socialdemocratici che non furono rimossi dal loro incarico in seguito al colpo di Stato in Prussia. Questo fatto viene attribuito ai buoni contatti di Zörgiebel con i politici conservatori. Anche in questo periodo fu nuovamente attaccato dalla politica: i nazionalsocialisti lo accusarono del cosiddetto affare Schwanenwall, in cui la polizia di Dortmund era penetrata nell'ufficio del partito nazista; e i comunisti di un conflitto a fuoco in cui rimasero uccise due persone. Subito dopo la presa del potere nazionalsocialista, Zörgiebel venne licenziato dal suo ufficio.
Si trasferì quindi a Colonia, dove fu arrestato nel settembre 1933 e inviato nel campo di concentramento di Brauweiler, dove rimase incarcerato per quattro mesi. Nel 1937 gli fu revocato il suo passaporto.
Dopo la guerra ricoprì il ruolo di presidente dell'SPD a Magonza e di presidente della polizia di stato in Renania-Palatinato dal 1947 al 1949. Si ritirò nel luglio dello stesso anno.

## Nella cultura di massa
Nella serie Babylon Berlin, Karl Zörgiebel è interpretato dall'attore Thomas Thieme.

## Onorificenze
Da lui prendono il nome la Zörgiebelweg a Berlino, la Zörgiebelstraße a Colonia e la Karl-Zörgiebel-Straße a Magonza.